# Olympische Jugend-Sommerspiele 2018/Teilnehmer (Südafrika)
| Gelbes Symbol für Goldmedaillen mit stilisierten Olympischen Ringen | Graues Symbol für Silbermedaillen mit stilisierten Olympischen Ringen | Braundes Symbol für Bronzemedaillen mit stilisierten Olympischen Ringen |
| ------------------------------------------------------------------- | --------------------------------------------------------------------- | ----------------------------------------------------------------------- |
| 3                                                                   | 1                                                                     | 1                                                                       |

Die Jugend-Olympiamannschaft aus Südafrika für die III. Olympischen Jugend-Sommerspiele vom 6. bis 18. Oktober 2018 in Buenos Aires (Argentinien) bestand aus 70 Athleten.

## Athleten nach Sportarten

### Bogenschießen
Jungen
- Wian Roux
Einzel: 17. Platz
Mixed: 17. Platz (mit Himani Himani  Indien)

### Breakdance
Jungen
- Jordan Smith "Jordan"
Einzel: 10. Platz
Mixed: 6. Platz (mit Kim Ye-ri "Yell"  Südkorea)

### Gewichtheben
Jungen
- Jayden Pretorius
Mittelgewicht: 6. Platz

### Golf
| Mädchen - Kaiyuree Moodley Einzel: 22. Platz Mixed: 23. Platz | Jungen - Cole Stevens Einzel: 21. Platz Mixed: 23. Platz |

### Hockey
Mädchen
- 4. Platz
- Mishka Ellis
- Nepo Serage
- Kayla de Waal
- Ammaarah Hendricks
- Jacolene McLaren
- Samantha Smuts
- Zimkhitha Weston
- Angel Nkosi
- Angela Welham

### Kanu
| Mädchen - Lizanne Conradie Kajak-Einer Sprint: 9. Platz Kajak-Einer Slalom: 9. Platz | Jungen - Pierre van der Westhuyzen Kajak-Einer Sprint: 5. Platz Kajak-Einer Slalom: DNF (Vorlauf) |

### Leichtathletik
| Mädchen - Prudence Sekgodiso 800 m: DNF - Carmie Prinsloo 3000 m: 4. Platz - Nicole Louw 1500 m: 8. Platz - Kayla van der Bergh 100 m Hürden: 11. Platz - Gontse Morake 400 m Hürden: 11. Platz - Bianca Erasmus Hochsprung: 16. Platz - Dane Roets Kugelstoßen: Bronze - Marissa Swanepoel 5 km Gehen: 12. Platz | Jungen - Luke Davids 100 m: Gold - Lindukuhle Gora 400 m Hürden: DNF - Nikolai van Huyssteen Stabhochsprung: 5. Platz - Jason Tito Weitsprung: 14. Platz - Sifiso Miya Dreisprung: 7. Platz - Lohan Potgieter Kugelstoßen: 15. Platz - Francois Prinsloo Diskuswurf: 9. Platz - Jano Esterhuizen Speerwurf: 8. Platz |

### Moderner Fünfkampf
| Mädchen - Alida van der Merwe Einzel: 7. Platz Mixed: 13. Platz (mit Aidar Kenzhebaev Kirgisistan) | Jungen - Rhys Poovan Einzel: 23. Platz Mixed: 20. Platz (mit Yaren Polat Türkei) |

### Reiten
- Hannah Garton
Springen Einzel: 25. Platz
Springen Mannschaft: Bronze  (im Team Afrika)

### Ringen
Jungen
- Fernando Booysen
Freistil bis 48 kg: 5. Platz

### Rudern
| Mädchen - Katherine Williams Einer: 15. Platz | Jungen - Liam Smit Einer: 11. Platz |

### Rugby
Jungen
- 4. Platz
- Christie Grobbelaar
- Christiaan Pretorius
- Dawid Kellerman
- Celimpilo Gumede
- Albertus Horn
- Mnombo Zwelendaba
- William Rose
- Kobus Hattingh
- Ross Braude
- Muzi Manyike
- Ofentse Maubane
- Diego Appollis

### Schießen
Jungen
- Adriaan de Beer
Luftgewehr 10 m: 20. Platz
Mixed: 18. Platz (mit Stephanie Grundsøe  Dänemark)

### Schwimmen
| Mädchen - 4 × 100 m Freistil: 6. Platz 4 × 100 m Lagen: 6. Platz - Kate Beavon 200 m Freistil: 25. Platz 400 m Freistil: 18. Platz 800 m Freistil: 16. Platz 4 × 100 m Freistil Mixed: 13. Platz - Duné Coetzee 200 m Freistil: 14. Platz 400 m Freistil: 4. Platz 50 m Schmetterling: 29. Platz 100 m Schmetterling: 12. Platz 200 m Schmetterling: Silber 4 × 100 m Freistil Mixed: 13. Platz 4 × 100 m Lagen Mixed: 14. Platz - Christin Mundell 50 m Brust: 12. Platz 100 m Brust: 20. Platz 200 m Brust: 26. Platz 200 m Lagen: 26. Platz 4 × 100 m Lagen Mixed: 14. Platz - Mariella Venter 50 m Rücken: 23. Platz 100 m Rücken: 14. Platz 200 m Rücken: 18. Platz 200 m Lagen: 30. Platz | Jungen - 4 × 100 m Freistil: 8. Platz 4 × 100 m Lagen: 7. Platz - Hendrik Duvenhage 50 m Rücken: 21. Platz 100 m Rücken: 22. Platz 200 m Rücken: 20. Platz 50 m Schmetterling: 34. Platz 100 m Schmetterling: 30. Platz 200 m Lagen: 15. Platz 4 × 100 m Freistil Mixed: 13. Platz 4 × 100 m Lagen Mixed: 14. Platz - Michael Houlie 50 m Brust: Gold 100 m Brust: 5. Platz 200 m Brust: 26. Platz 4 × 100 m Lagen Mixed: 14. Platz - Gabriel Nortje 50 m Freistil: 15. Platz 100 m Freistil: 26. Platz 4 × 100 m Freistil Mixed: 13. Platz - Ethan du Preez 200 m Schmetterling: 13. Platz |

### Segeln
Mädchen
- Dorothy Gouws
Kiteboarding: 10. Platz

### Sportklettern
| Mädchen - Angela Eckhardt Kombination: 19. Platz | Jungen - David Naude Kombination: 20. Platz |

### Tennis
Jungen
- Philip Henning
Einzel: 1. Runde
Doppel: 1. Runde (mit Delmas N’Tcha  Benin)
Mixed: Achtelfinale (mit Sada Nahimana  Burundi)

### Triathlon
| Mädchen - Amber Schlebusch Einzel: Gold Mixed: 9. Platz (im Team Afrika 1) | Jungen - Christiaan Stroebel Einzel: 21. Platz Mixed: 9. Platz (im Team Afrika 1) |

### Turnen

#### Gymnastik
| Mädchen - Lisa Conradie Einzelmehrkampf: 24. Platz Boden: 29. Platz Pferd: 28. Platz Stufenbarren: 12. Platz Schwebebalken: 30. Platz Mixed: 12. Platz (im Team Hellgrün) | Jungen - Ruan Lange Einzelmehrkampf: 33. Platz Boden: 33. Platz Pferd: 22. Platz Barren: 32. Platz Reck: 18. Platz Ringe: 31. Platz Seitpferd: 34. Platz Mixed: Gold (im Team Orange) |

#### Rhythmische Sportgymnastik
Mädchen
- Azra Dewan
Einzel: 32. Platz
Mixed: 11. Platz (im Team Hellblau)

#### Akrobatik
- Rachel Nell
- Sidwell Madibeng
12. Platz
Mixed: 5. Platz (im Team Lila)